# Ernie Wise
Ernie Wise, egentligen Ernest Wiseman, född 27 november 1925 i Leeds, West Yorkshire, död 21 mars 1999 i Wexham, Buckinghamshire, var en brittisk komiker.
1961 bildade han tillsammans med Eric Morecambe ett av Englands populäraste komikerpar någonsin, Morecambe & Wise. De hade enorma framgångar med sin TV-show åren 1961–1984.